# Momentky (film)
Momentky (anglicky Snapshots) je nizozemský romantický film režírovaný Rudolfem van den Bergem.

## Děj
Mladá fotografka Aïsha přijíždí do Amsterodamu. Zde se seznámí s Larrym Brodskym, majitelem malého knihkupectví. Larry vypráví Aïshe o svých cestách a přitom vzpomíná na dívku, do které se zamiloval v Maroku. Aïsha v oné dívce pozná svou matku Narmu. Pozve matku do Amsterodamu, kde zařídí, aby se Larry s její matkou potkali. Larry je donucen prodat své knihkupectví a se svojí dávnou láskou si společně zařídí restauraci v Maroku.

## Obsazení
| Burt Reynolds        | Larry Goldberg     |
| Julie Christie       | Narma              |
| Carmen Chaplin       | Aïsha              |
| Angela Groothuizen   | Rose               |
| Pierre Bokma         | Max Meyer          |
| Jonathan Ryland      | Paddy              |
| Nichola Aigner       | policistka         |
| Chip Bray            | kněz               |
| Eric Michael Cole    | Larry ve 30letech  |
| Merieke de Boer      | mladá nevěsta      |
| Angelique de Bruijne | číšnice na lodi    |
| Tijn Docter          | chlapec            |
| Abdelghafar Essalfi  | muž v autobuse     |
| Frank Feys           | policista          |
| Jerusha Geelhoed     | TV reportér        |
| Aus Greidanus        | Tim                |
| Kees Hulst           | Karel              |
| Brendan Hunt         | chuligán           |
| Saeed Jaffrey        | Ibrahim            |
| Jeroen Koolbergen    | pan Cardozo        |
| Kim van Kooten       | Betty              |
| Mark Rietman         | role neurčena      |
| Jemima Rooper        | Narma ve 20 letech |

Kostýmy: Sabine Snijders

## Zajímavosti
Ve filmu se objevuje Velorex.